# Washington Bridge
Ne doit pas être confondu avec George Washington Bridge.
Le Washington Bridge est un pont qui relie le quartier de Manhattan au quartier du Bronx à New York.